# Neoitamus brevicomus
Neoitamus brevicomus là một loài ruồi trong họ Asilidae. Neoitamus brevicomus được Hine miêu tả năm 1909. Loài này phân bố ở vùng Tân Bắc giới.